# Vía expresa Línea Amarilla
La vía expresa Línea Amarilla es una autopista urbana de la ciudad de Lima, capital del Perú. Conecta el Callao con la Vía de Evitamiento atravesando 3 distritos a lo largo de 9 kilómetros. Fue inaugurada el 15 de junio de 2018 y su culminación se llevó a cabo el 31 de enero de 2019 con la apertura del viaducto Zarumilla.

## Recorrido
Nace en el límite de las provincias de Lima y Callao, específicamente en el cruce con el jirón Fermín del Castillo y Arrese. En los primeros 2 kilómetros, su trazado ha sido superpuesto al de la avenida Morales Duárez, que actualmente tiene el rango de vía auxiliar. La autopista pasa debajo de la Avenida Universitaria a modo de bypass subterráneo, cerca del puente Bella Unión. Posteriormente, atraviesa la avenida Nicolás Dueñas mediante un viaducto elevado.
Tras aproximadamente 3 km de recorrido, la vía expresa vuelve a elevarse y pasa por encima de la calle María Delgado, que está conectada con el puente Santa María. En este punto, las calzadas de la vía se dividen: la que tiene sentido oeste-este se mantiene en la ribera sur del río Rímac y recibe tráfico proveniente de la Panamericana Norte y la avenida Alfonso Ugarte. En ambos accesos existen garitas de peaje. Mientras tanto, la otra calzada permanece elevada y atraviesa el trébol de Caquetá, donde cuenta con una salida con dirección al norte. Ambas vías se reencuentran tras ingresar al distrito del Rímac.
Solo unos metros después, la autopista se deprime e ingresa al Gran Túnel Línea Amarilla, que discurre completamente bajo el lecho del río Rímac a lo largo de 1.8 km. Tras salir del túnel, la vía pasa debajo del puente Huánuco, cerca de la comunidad de Cantagallo. En este punto, para el sentido oeste-este existe una salida con dirección a la avenida Sebastián Lorente, en Barrios Altos. En la otra calzada existe un acceso desde el jirón Huánuco y una tercera garita de peaje.
La vía expresa desemboca completamente en la Vía de Evitamiento a través de dos viaductos que atraviesan superiormente el puente Huáscar.